# Famille Dubern
Pour les articles homonymes, voir Dubern.
 (octobre 2019).

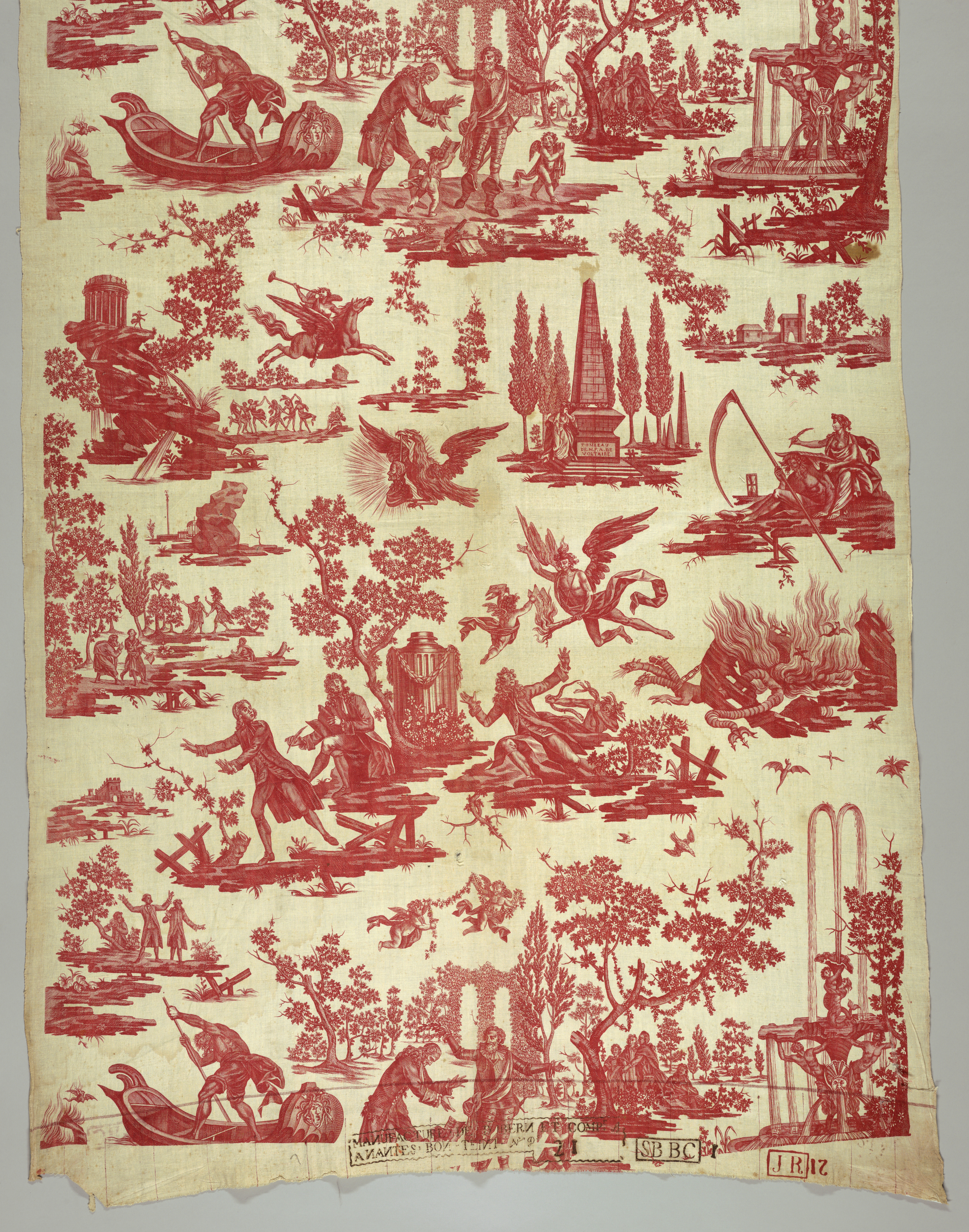
Indienne de la manufacture Dubern, série de scènes associées à Voltaire, comprenant Henri IV couronnant Voltaire de lauriers, un aigle plaçant un buste de Voltaire sur un piédestal, et la tombe de Voltaire à Scelliere. Le tout en rouge sur blanc.

La famille Dubern est une famille subsistante d'ancienne bourgeoisie française, originaire de la petite ville d'Arzacq, aux confins de la Chalosse et du Béarn, et établie à Nantes vers 1720.

## Historique
Cette famille Dubern, suivie depuis la seconde moitié du XVIe siècle à Vignes et au Méracq, près d'Arzacq, y possédait des terres agricoles et exerçait alors principalement des professions juridiques. Outre des notaires royaux, elle a donné au XVIIe siècle deux jurats d'Arzacq et bayles du comté de Louvigny, fief des ducs de Gramont,,.
Fils du second jurat, Étienne Dubern (vers 1647-1717), homme d'armes au régiment des Bandes gramontoises, d'Arzacq, épousa en 1683 au Méracq Marie de Laborde (v1660-1728), fille de Pierre de Laborde (v1630 + 1681), coseigneur de Saint-Loubouer, capitaine au même régiment, propriétaire au Méracq.
Leur fils Jean Dubern (vers 1690-1770) émigra d'abord à Saint-Domingue, puis s'établit comme négociant à Nantes,, où il épousa en 1728 la veuve d'un capitaine de navire,, de laquelle il eut Pierre Dubern (1735-1810), sieur de Lamarche, négociant et manufacturier de toiles d'Indiennes, l'un des principaux entrepreneurs français sous Louis XVI,. Également secrétaire-greffier du Point d’Honneur (ou Tribunal des Maréchaux de France) au bailliage de Nantes dès 1772 et échevin de Nantes en 1789, ce réformateur monarchien fut condamné à mort en 1793 par Jean-Baptiste Carrier. (Affaire des 132 modérés nantais),,.
Fils aîné de Pierre Dubern, Charles (1767-1834), commissaire de la marine puis négociant, épousa en 1798 Françoise, fille de Louis Legrand de Boislandry, qui lui apporta notamment le Château de Champgueffier, en Brie, et de laquelle il eut :
- Jules Dubern de Boislandry (1800-1880), magistrat et historien, autorisé avec ses enfants à joindre à son nom celui de Boislandry, qui venait de s'éteindre (décret du 10 février 1864 et jugement du 2 mars 1865)[11], et
- Eugène Dubern (1802-1870), général de division, inspecteur de la cavalerie et grand officier de la légion d'honneur, marié en 1844 à Anaïs du Moulin de la Fontenelle.

Plus de vingt Dubern de la descendance de Pierre ont servi comme officiers dans les armées française ou britannique, parmi lesquels sept Saint-Cyriens et quatre générations successives de membres de la légion d'honneur décorées au feu, de père en fils (1832, 1871, 1915, 1940). Albert Louis Dubern de Boislandry (1837-1871), capitaine de la garde nationale mobile, et Michel Dubern (1911-1940), Saint-Cyrien, officier de chars, chevalier de la légion d'honneur, sont morts pour la France.
Eugène Dubern (1880-1976), petit-fils d'Eugène, a été fait comte romain par bref du 14 mai 1913, à l'occasion de son mariage avec Françoise, fille de Fernand de Fonscolombe.
Une partie de la descendance de Pierre Dubern, issue de son fils Antoine (1779-1846), s'établit aux Indes britanniques au lendemain de la Révolte des cipayes, puis en Birmanie. Jules Émile Dubern (1857-1931), homme d'affaires, maire de Rangoon, député et officier de l'ordre de l'Empire britannique, eut une position régionale significative dans le domaine industriel et commercial (DuBern & Co, télégraphe, eau potable, réfrigération, logistique ferroviaire et portuaire), conservée par sa famille jusqu'au coup d'État militaire birman de 1962.

## Alliances
La Barthe (vers 1645), Laborde (1683), du Lucq de Labadie (1683), Betbeder de Larrouzé (1721), Coullaud (1728), Ducos de Lartigue (1729), Caplane (vers 1730), Gaschet (1764), Le Grand de Boislandry (1798), Riédy (1799), Gondouin (1811), Geffrier (1815), Lefeuvre (1817 et 1909), Bajot d'Argensol (1832), Darmendaritz (1838), Richard d'Abnour (1842), du Moulin de La Fontenelle (1844), Renaulaud (1866), Cambourg (1868), Maillard de La Gournerie (1868), Frignet-Despréaux (1876), Lécuyer de la Papotière (1877), Daumas (1879), Cavé d'Haudicourt de Tartigny (1896), des Champs de Boishébert (1910), Boyer de Fonscolombe (1913), Verchère (1919), Bigot d'Engente (1935), Saboulin-Bollena (1939), Gaudin de la Grange (1947), Démians d'Archimbaud (1952), Hamon (1957), Baguenault de Puchesse (1958), Magon de Saint-Elier (1958), Le Couteulx de Caumont (1965).